# Um Minuto para o Fim do Mundo
"Um Minuto para o Fim do Mundo" é uma canção da banda de rock brasileira CPM 22, lançada como o primeiro single de seu quarto álbum de estúdio, Felicidade Instantânea (2005).

## Antecedentes e lançamento
A canção surgiu a partir de um antigo riff do guitarrita Wally que a banda "resolveu ressuscitar". Após alguns ensaios e ajuda de Rodrigo Koala para a letra, eles gostaram do resultado e decidiram lançá-la como o primeiro single de Felicidade Instantânea (2005), "porque ela mexe legal com quem escuta pela primeira vez", segundo Japinha. Wally justificou o título: "A letra fala da falta que a pessoa faz, sem a pessoa a vida do cara fica sem sentido, fica como a um minuto de acabar, um minuto pro fim do mundo [do cara]." Foi lançado também um videoclipe para a faixa.
| “                | "Essa música tem uma história muito interessante. Faltavam três canções para completar o disco e o Wally mandou a letra para o Koala porque já não aguentava a linha de voz que vinha fazendo. Quando o Koala cantou num ensaio, a gente achou animal. O Rick [Rick Bonadio, produtor] ouviu e disse que essa seria a música de trabalho". | ” |
| — Luciano Garcia | |   |

## Recepção
Anderson Nascimento escreveu ao Galeria Musical que "Um Minuto para o Fim do Mundo" era "uma canção difícil até de comentar tal é a sua grandiosidade e apelo emocional e que, com a ajuda de um excelente vídeo-clipe, pode ser considerada como 'a música' nacional de 2005." Ana Carolina Rodrigues disse ao Diário do Grande ABC que a canção merecia destaque, e continha a "carga emocional peculiar da banda". Ela considerou a música uma da únicas de Felicidade Instantânea que poderia ser considerada positiva, já que as outras tinham tons de tristeza. "Um Minuto para o Fim do Mundo" teve grande popularidade nas rádios nacionais.

## Créditos
Com base no encarte do CD de "Um Minuto para o Fim do Mundo".
CPM 22
- Badauí: vocal
- Wally: guitarra e vocal de apoio
- Luciano Garcia: guitarra e baixo
- Japinha: bateria e vocal de apoio
- Paulo Anhaia: vocal de apoio

## Paradas musicais

### Paradas de fim de ano
| Parada (2005)                       | Posição |
| ----------------------------------- | ------- |
| Brasil (Crowley Broadcast Analysis) | 12      |

## Certificações
| País                       | Certificação   | Vendas  |
| -------------------------- | -------------- | ------- |
| Brasil (Pro-Música Brasil) | Ouro (digital) | 50 000+ |

## Prêmios e indicações
| Ano  | Organização            | Categoria                         | Resultado | Ref.  |
| ---- | ---------------------- | --------------------------------- | --------- | ----- |
| 2005 | MTV Video Music Brasil | Escolha da Audiência (videoclipe) | Venceu    | [ 8 ] |
| 2005 | Meus Prêmios Nick      | Música do Ano                     | Venceu    | [ 9 ] |